# Роджерс, Бернард
Бернард Роджерс (англ. Bernard Rogers; 4 февраля 1893, Нью-Йорк — 24 мая 1968, Рочестер) — американский композитор и музыкальный педагог.
Учился в Институте музыкального искусства у Артура Фаруэлла, Перси Гетшуса, Эрнеста Блоха, а также в Париже у Нади Буланже и в Англии у Фрэнка Бриджа.
Роджерс написал пять опер, в том числе «Свадьба Альды» (англ. The Marriage of Aude; 1931, по мотивам Песни о Роланде) и одноактный «Воитель» (англ. The Warrior; 1947, по библейской легенде о Самсоне); первая из них была удостоена Мемориальной медали Биспема, а вторая — разгромной рецензии в журнале «Time». Ему принадлежит пять симфоний и множество других оркестровых сочинений, в том числе «Две американские фрески» (англ. Two American Frescoes), «Три японских танца» (англ. Three Japanese Dances), «Пять волшебных сказок» (англ. Five Fairy Tales), «Голубая комната» (англ. Zila Istaba) и два Монолога, для флейты и для фагота с оркестром, популярные у американских исполнителей.
Преподавал в Кливлендском институте музыки, Школе музыки Харта и наконец с 1929 по 1967 год в Истменовской школе музыки. Среди его учеников, в частности, Якоб Авшаломов, Доминик Ардженто, Уильям Бергсма, Сэмюэл Джонс, Дэвид Дайамонд, Бёррил Филипс и другие заметные американские композиторы. Учебник Роджерса «Искусство оркестровки» (англ. The Art of Orchestration; 1951) высоко оценивался специалистами.